# Vieux Sané
Vieux Yaya Sané (Dakar, 4 ottobre 1989) è un ex calciatore senegalese, di ruolo difensore o centrocampista.

## Caratteristiche tecniche
All'arrivo al Tromsø, Morten Kræmer – all'epoca direttore sportivo del club – ha descritto Sané come «un centrocampista difensivo con qualità simili a Kara Mbodj. Ha una buona tecnica, forza, velocità e visione di gioco». Kåre Ingebrigtsen, suo allenatore all'Ostenda, ha detto che «Sané è un difensore affidabile, forte di testa e molto solido nell'uno contro uno».

## Carriera
Cresciuto nelle giovanili del Diambars, si è trasferito ai norvegesi del Tromsø in data 30 agosto 2011, in prestito con diritto di riscatto. Aveva precedentemente sostenuto un provino con il club. Il 9 settembre successivo ha esordito in Eliteserien, subentrando a Mustafa Abdellaoue nella vittoria per 2-4 arrivata sul campo dello Stabæk. Al termine dell'annata, il Tromsø non ha esercitato il proprio diritto di riscatto e Sané ha fatto pertanto ritorno al Diambars.
Nel 2012 è passato al Bodø/Glimt, compagine norvegese all'epoca militante in 1. divisjon, a titolo definitivo. Il 9 aprile ha giocato la prima partita con questa casacca, quando è stato schierato titolare nel 3-3 arrivato in casa del Bærum. Il 9 settembre 2012 ha segnato la prima rete in campionato, con cui ha sancito la vittoria per 1-0 sull'Ullensaker/Kisa.
Ha contribuito alla promozione del Bodø/Glimt in Eliteserien, arrivata al termine del campionato 2013. Il 13 aprile 2014 ha realizzato il primo gol nella massima divisione norvegese, nella vittoria per 4-2 arrivata sul Sogndal.
Il 4 gennaio 2016, Sané ha firmato un contratto semestrale con i francesi del Brest, con opzione per un'ulteriore stagione. Il 16 gennaio ha debuttato in Ligue 2, schierato titolare nel pareggio casalingo per 1-1 arrivato contro il Nancy.
Il 1º luglio 2016 ha firmato un contratto triennale con i turchi del Bursaspor. A gennaio 2017, senza aver disputato alcuna partita in campionato, è passato all'Auxerre con la formula del prestito. Il 4 febbraio è tornato quindi a calcare i campi della Ligue 2, venendo schierato titolare nella sconfitta per 0-2 contro l'Orléans. Il 5 maggio successivo è arrivato il primo gol, nella sconfitta per 2-3 subita contro il Troyes. Successivamente, il prestito all'Auxerre è stato prolungato anche per il campionato 2017-2018.
Terminato il prestito, è tornato al Bursaspor, per rescindere poi il contratto nell'estate 2018. Sané è quindi tornato in Senegal, dove si è mantenuto in forma. L'8 luglio 2019, dopo un anno di inattività, ha firmato un contratto con i belgi dell'Ostenda: è stato richiesto dall'allenatore norvegese Kåre Ingebrigtsen, che lo aveva affrontato quando era alla guida del Rosenborg. Il 14 settembre 2019 ha quindi esordito nella Pro League, schierato titolare nella sconfitta per 1-4 subita contro lo Standard Liegi. Dopo l'allontanamento di Ingebrigtsen e la nomina come nuovo allenatore di Dennis van Wijk, per Sané non c'è stato più posto in squadra. Inoltre, a causa della pandemia di COVID-19, il campionato belga non si è concluso regolarmente. Sané si è ritrovato quindi svincolato nell'estate 2020.
Il 10 maggio 2021, dopo quasi un anno da svincolato, ha firmato un accordo annuale con il Brann, voluto nuovamente dall'allenatore Kåre Ingebrigtsen.

## Statistiche

### Presenze e reti nei club
Statistiche aggiornate al 25 gennaio 2022.
| Stagione          | Squadra           | Campionato        | Campionato | Campionato | Coppe nazionali | Coppe nazionali | Coppe nazionali | Coppe continentali | Coppe continentali | Coppe continentali | Altre coppe | Altre coppe | Altre coppe | Totale | Totale | Totale |
| Stagione          | Squadra           | Comp              | Pres       | Reti       | Comp            | Pres            | Reti            | Comp               | Pres               | Reti               | Comp        | Pres        | Reti        | Pres   | Reti   |        |
| ----------------- | ----------------- | ----------------- | ---------- | ---------- | --------------- | --------------- | --------------- | ------------------ | ------------------ | ------------------ | ----------- | ----------- | ----------- | ------ | ------ | ------ |
| ago.-dic. 2011    | Tromsø            | ES                | 3          | 0          | CN              | -               | -               | -                  | -                  | -                  | -           | -           | -           | 3      | 0      |        |
| 2012              | Bodø/Glimt        | 1D                | 24+2       | 1+0        | CN              | 3               | 1               | -                  | -                  | -                  | -           | -           | -           | 29     | 2      |        |
| 2013              | Bodø/Glimt        | 1D                | 28         | 1          | CN              | 5               | 0               | -                  | -                  | -                  | -           | -           | -           | 33     | 1      |        |
| 2014              | Bodø/Glimt        | ES                | 27         | 1          | CN              | 4               | 1               | -                  | -                  | -                  | -           | -           | -           | 31     | 2      |        |
| 2015              | Bodø/Glimt        | ES                | 25         | 0          | CN              | 1               | 0               | -                  | -                  | -                  | -           | -           | -           | 26     | 0      |        |
| Totale Bodø/Glimt | Totale Bodø/Glimt | Totale Bodø/Glimt | 104+2      | 3+0        |                 | 13              | 2               |                    | -                  | -                  |             | -           | -           | 119    | 5      |        |
| gen.-giu. 2016    | Brest             | L2                | 16         | 0          | CF+CdL          | -               | -               | -                  | -                  | -                  | -           | -           | -           | 16     | 0      |        |
| 2016-gen. 2017    | Bursaspor         | SL                | 0          | 0          | CT              | 3               | 1               | -                  | -                  | -                  | -           | -           | -           | 3      | 1      |        |
| gen.-giu. 2017    | Auxerre           | L2                | 9          | 1          | CF+CdL          | 1+0             | 0               | -                  | -                  | -                  | -           | -           | -           | 10     | 1      |        |
| 2017-2018         | Auxerre           | L2                | 12         | 1          | CF+CdL          | 2+0             | 0               | -                  | -                  | -                  | -           | -           | -           | 14     | 1      |        |
| Totale Auxerre    | Totale Auxerre    | Totale Auxerre    | 21         | 2          |                 | 3+0             | 0               |                    | -                  | -                  |             | -           | -           | 24     | 2      |        |
| 2019-2020         | Ostenda           | D1                | 5          | 0          | CB              | 2               | 0               | -                  | -                  | -                  | -           | -           | -           | 7      | 0      |        |
| 2021              | Brann             | ES                | 4          | 0          | CN              | 2               | 1               | -                  | -                  | -                  | -           | -           | -           | 6      | 1      |        |
| Totale carriera   | Totale carriera   | Totale carriera   | 153+2      | 5+0        |                 | 23              | 4               |                    | -                  | -                  |             | -           | -           | 176    | 9      |        |

## Palmarès

### Club

#### Competizioni nazionali
- 1. divisjon: 1

Bodø/Glimt: 2013